# Артилерійська панорама

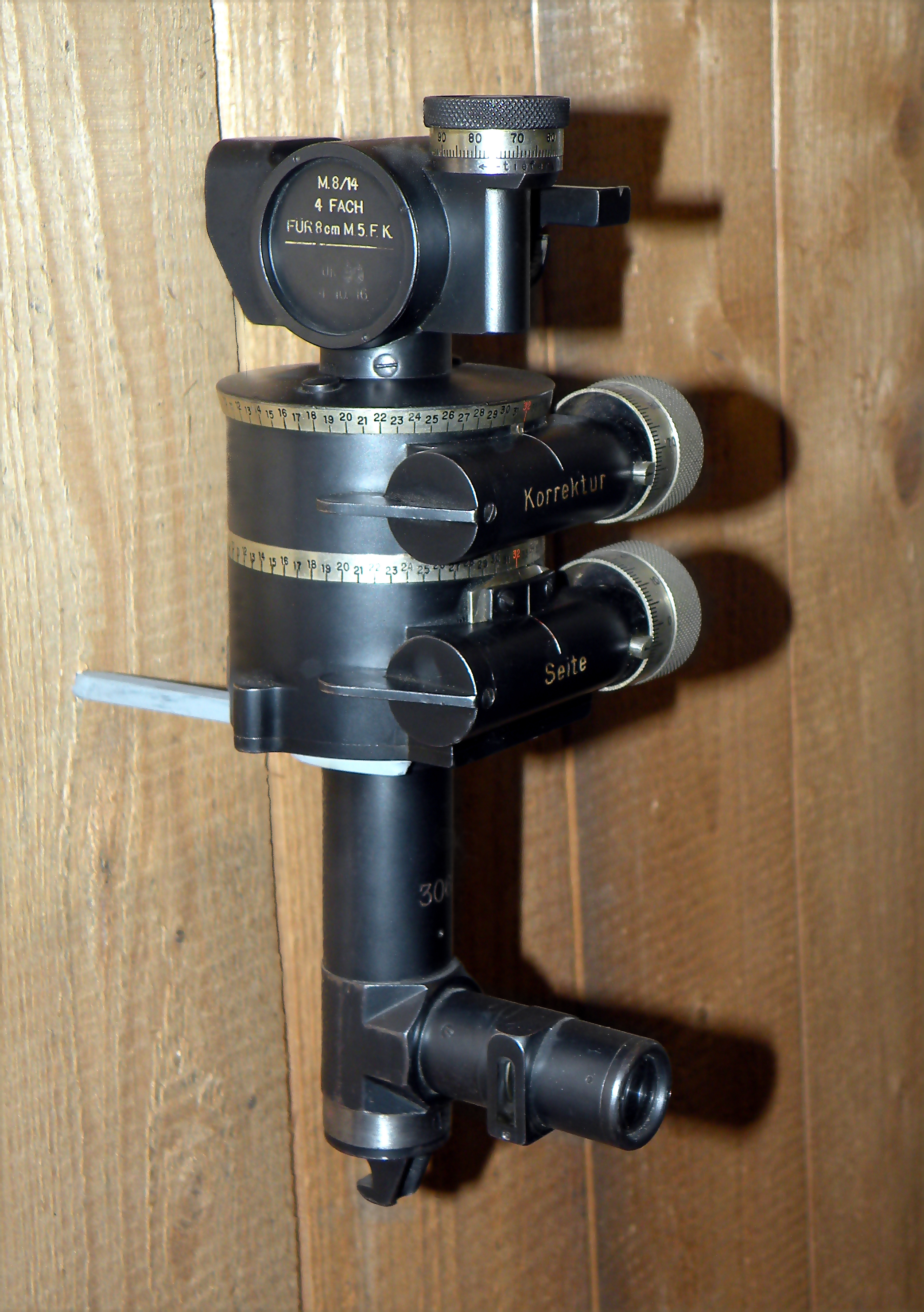
Панорама Герца

Артилерійська панорама — оптичний прилад гармат, який дає можливість бачити будь-яку точку на 360° навколо і вимірювати кути на місцевості. Являє собою перископичний прицільний механізм, призначений для забезпечення прицілювання як при стрільбі прямою наводкою, так і при стрільби із закритих позицій, не потребує при цьому перебування навідника на оптичній осі об'єктива, що дозволяє останньому ховатися за бронещитом.
Панорама являє собою колінчасту оптичну трубу, що складається з поворотної головки, нерухомого корпусу й окулярної трубки. Система лінз і призм уможливлює дати бачене в полі зору зображення місцевості в дійсному положенні. Обертаючи передню частину панорами, можна відлічувати кути в межах 360° у горизонтальній площині, обертанням навколо вертикальної осі можуть відлічуватися в невеликих межах і кути у вертикальній площині. Поділки нанесені на зовнішню поверхню панорами.

## Галерея

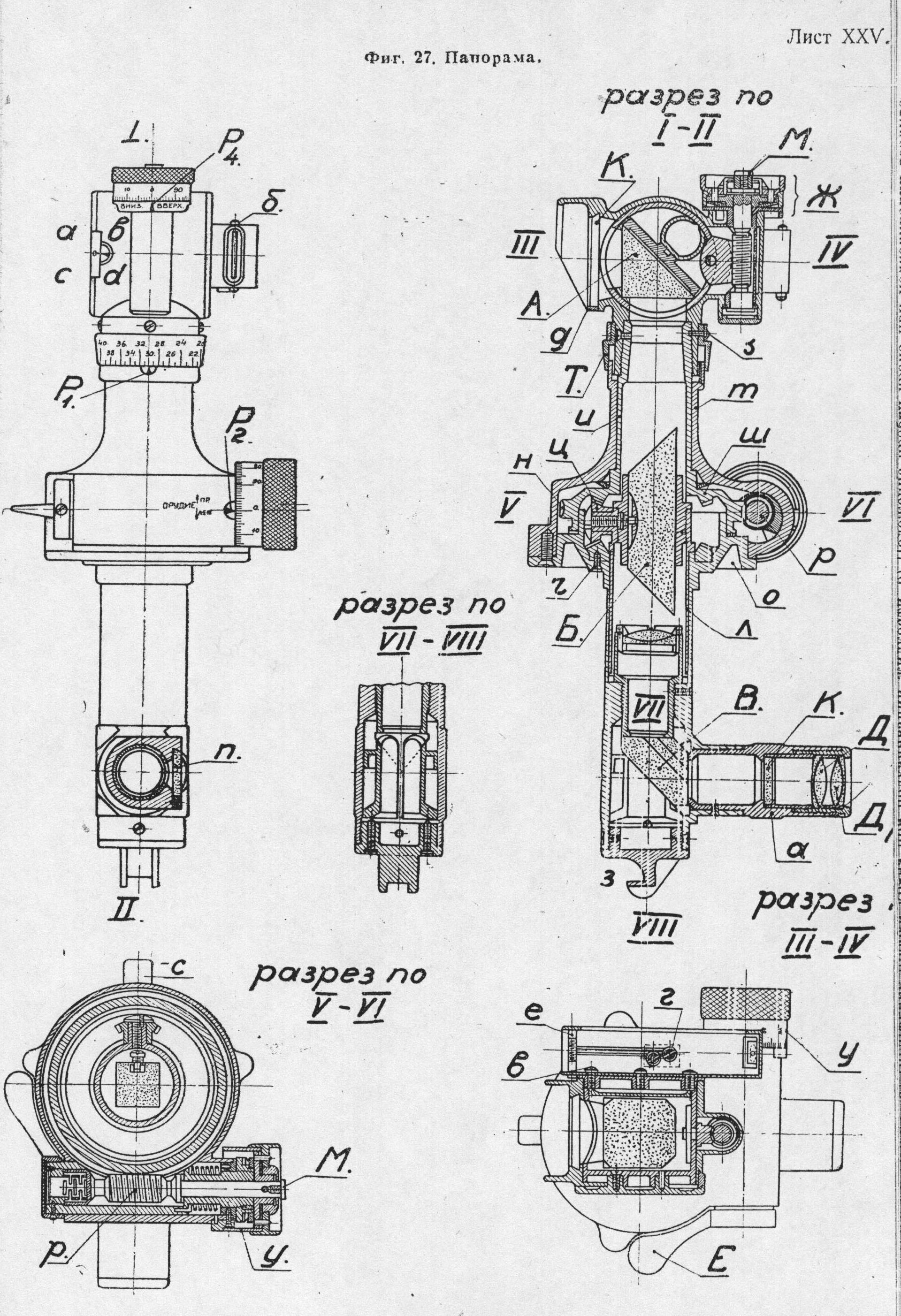
Кресленик панорами полкової гармати зр. 1927
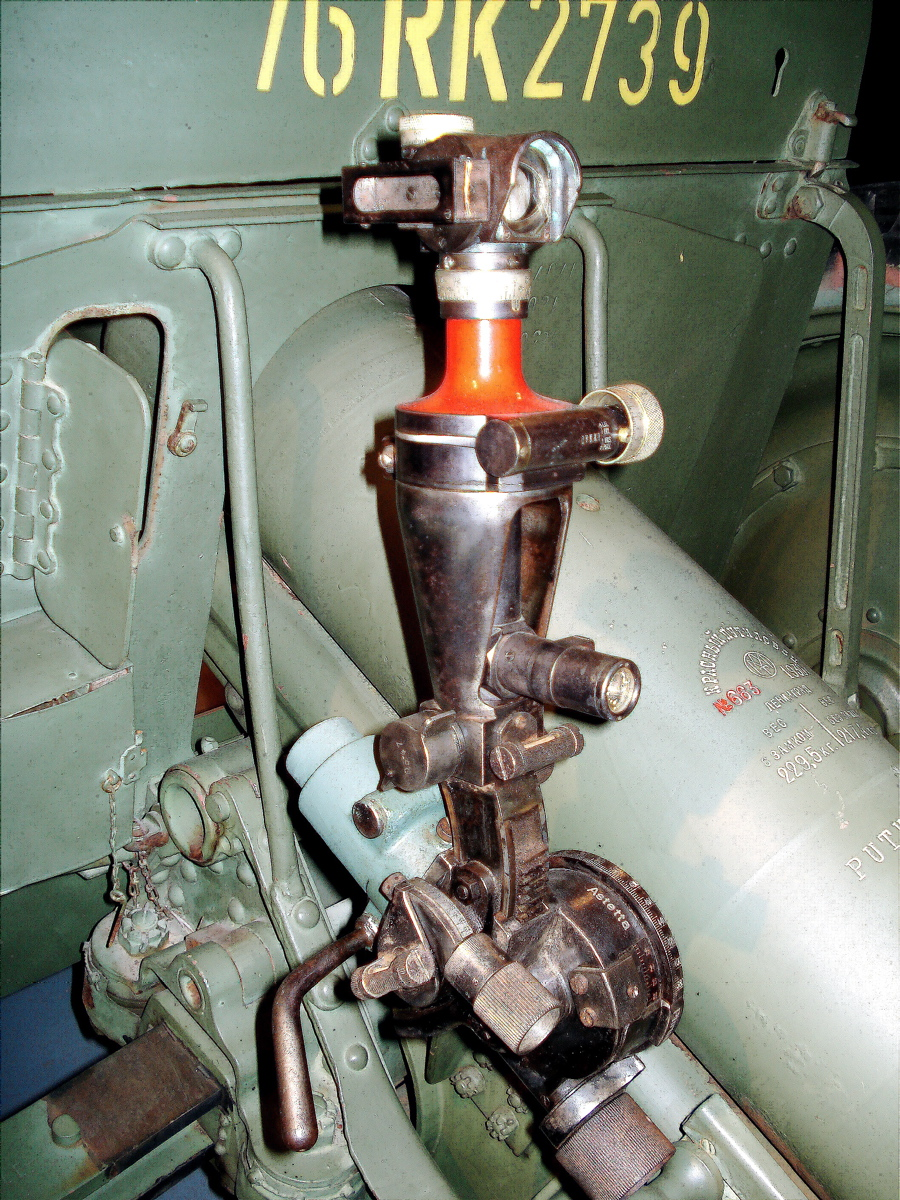
Приціл полкової гармати з установленою панорамою
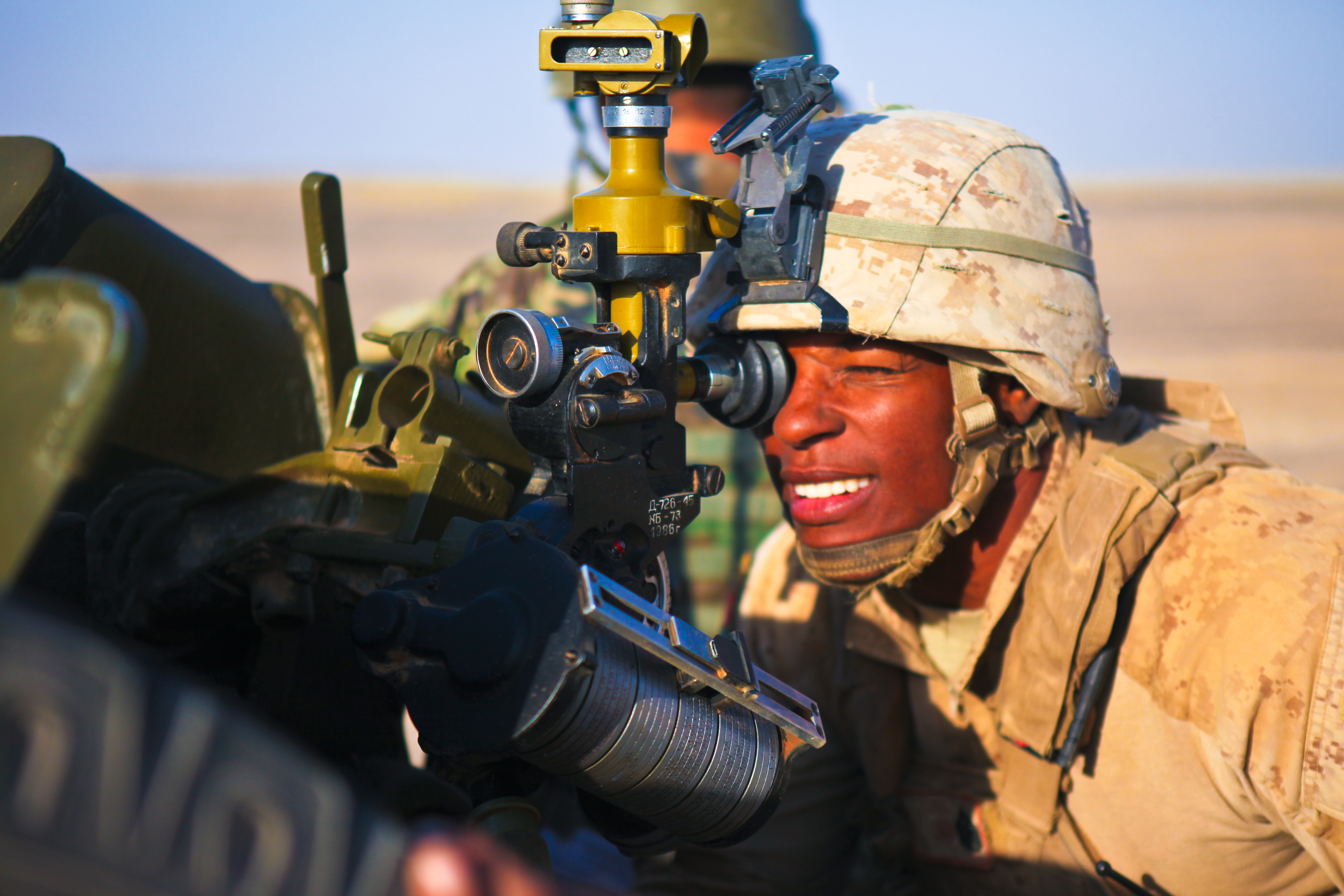
Американський морпіх використовує панорамний приціл 122-мм гаубиці Д-30